# Ehrenfriedersdorf
Ehrenfriedersdorf – miasto w Niemczech, w kraju związkowym Saksonia, w okręgu administracyjnym Chemnitz, w powiecie Erzgebirgskreis (do 31 lipca 2008 w powiecie Annaberg).

## Geografia
Ehrenfriedersdorf leży ok. 21 km na południe od miasta Chemnitz.

## Miasta partnerskie
- Burgkunstadt, Bawaria
- Podbořany, Czechy